# Венера от Леспюг
Венера от Леспюг или Леспюгска Венера е статуетка от периода на праисторията, която датира от около 24 хилядолетие пр.н.е. – 26 хилядолетие пр.н.е.
Намира се в Музея на човека в Париж, Франция. Открита е на 9 август 1922 г. в пещерата Ридо, в близост до село Леспюж, департамент От Гарон.